# Bartolomé Fuensalida
Bartolomé Fuensalida o de Fuensalida (siglo XVII) fue un misionero español franciscano quien en compañía de fray Juan de Orbita intentó pacificar y convertir al cristianismo a los itzaes durante la primera parte del siglo XVII, a fin de incorporar a tal etnia maya a las colonias establecidas por el imperio español a lo largo de las décadas precedentes, en razón de la conquista de Yucatán. Fracasó en su intento y estuvo a punto de perder la vida en el transcurso de su empresa conquistadora, que no tendría éxito sino muchos años después de su muerte. Fuensalida fue uno de los fundadores del convento de La Mejorada en Mérida junto con Juan de Orbita, y otros frailes franciscanos entre los que se encontraban Pedro Navarro y Juan de Azebedo (Acebedo)

## Intentos de sometimiento de los itzaes
Fuensalida intentó en dos ocasiones conquistar y pacificar a los itzaes que se refugiaron en Tayasal, en el Petén guatemalteco durante el proceso de conquista de Yucatán, en 1618-1619 y en 1641.

### 1618-1619

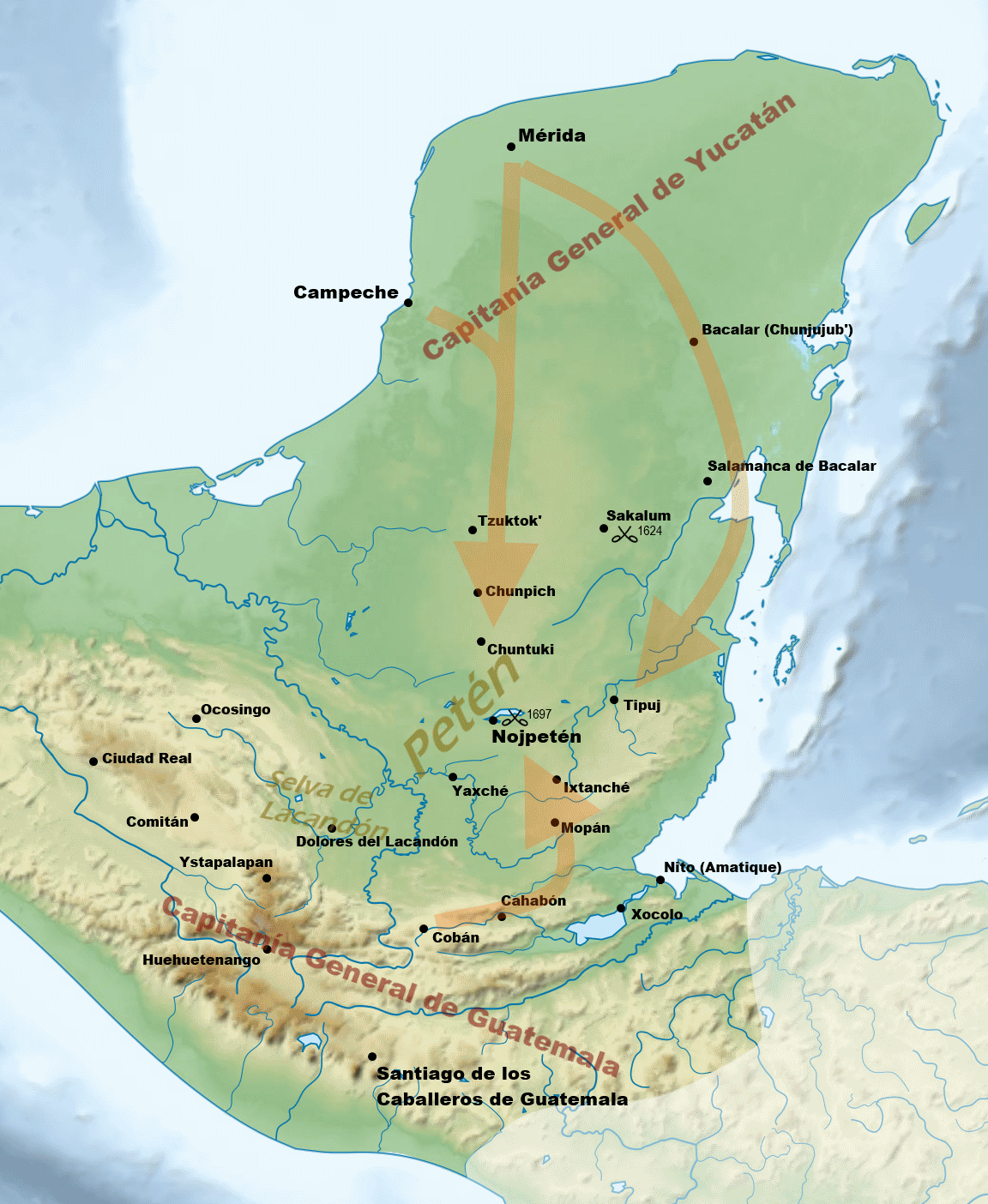
Rutas de entrada al Petén en el desde Yucatán y desde Guatemala, con algunos de los poblados que existían en la época. La ruta tomada por Juan de Orbita y acompañantes es la señalada con la flecha en la derecha del mapa.

En el año de 1618, siendo gobernador de la provincia de Yucatán Francisco Ramírez Briceño y auspiciados por la herencia que había dejado el capitán Martín de Palomar quien había sido alcalde de Mérida y teniente de gobernador de Yucatán, muerto hacía poco en 1611, los franciscanos, encabezados por Tomás Domínguez, Francisco de Contreras, Melchor Maldonado y Pedro Menán, decidieron emprender la cristianización de los itzaes, pueblo maya que se había refugiado en el Petén sin estar sometidos a la Corona española. Para ese propósito contaron con el apoyo del obispo de Yucatán, Gonzalo de Salazar y Ávila, pero el gobernador Briceño que se mostró muy reticente con el argumento de que no se contaba con la autorización real frenó el proyecto. A pesar de este obstáculo y con recursos muy limitados, emprendieron la tarea que se habían propuesto los religiosos dos de los franciscanos que fueron designados por sus compañeros, fray Juan de Orbita y fray Bartolomé de Fuensalida, encabezando este último la misión.
Habiendo salido de Mérida acompañados por algunos indígenas ya cristianizados como Cristóbal Na, quienes servirían además como intérpretes del grupo, partieron rumbo a Bacalar con la esperanza de alcanzar los reductos mayas en Tayasal, (Petén-Itzá) actualmente isla de Flores en Guatemala) y entrevistarse con el halach uinik maya Ah Kaan Ek.
Después de muchas penurias pasadas a lo largo del difícil camino, en selvas inhóspitas, atravesando ríos caudalosos y extensos pantanos, llegaron los franciscanos a su destino contando con la venia del caudillo maya, quien había sido advertido de la llegada de los franciscanos. No eran los primeros europeos en llegar al lugar desde que en 1525 Hernán Cortés, en su viaje a las Hibueras (hoy Honduras), había tomado contacto con los itzaes precisamente en Tayasal. 
A su paso Cortés había regalado a los itzaes un caballo que estaba herido. El caballo había muerto y los indígenas creyendo que el conquistador español los recriminaría a su regreso (que nunca ocurrió) habían erigido una estatua del equino a la que con el tiempo llegaron a adorar religiosamente. Cuando Orbita y Fuensalida llegaron a Tayasal, un siglo después de Cortés, y vieron los ritos paganos de los indígenas hacia esa imagen del caballo se horrorizaron y quisieron destruir la estatua para terminar con la veneración que los mayas profesaban hacia aquella estatua que les parecía diabólica. Diego López de Cogolludo relata el episodio de la llegada de los frailes franciscanos a Tayasal, inspirándose en el informe redactado por los dos religiosos:

"Pasados mas de ocho dias de detencion (que yá daba á los religiosos cuidado) volvió D. Gaspar Cetzal (que así se llamaba el que fue) acompañado de los capitanes Ah Cha Tappol y Ahau Puc, que habian ido al pueblo de Tepú, con algunos indios y cuatro canoas grandes que el Canek enviaba para que todos pasasen de un viaje. Con este buen avío se embarcaron muy alegres aquel dia despues de comer, y navegaron con buen tiempo la travesía de la laguna, que será como seis léguas. Los itzaes que estaban á la vista para reconocer cuando se acercaban, dieron aviso como iban los religiosos, y el Canek envió un yerno suyo con otros de su familia en dos canoas, que salieron mas de dos léguas, á saludarlos y recibirlos en su nombre. Trajéronles de la bebida que he dicho se llama zacá, con su espuma de cacao estimada entre ellos, que al fin (dice la relacion) aunque bárbaros tienen alguna urbanidad y gobierno político. Cuando llegaron al desembarcadero muy cercano al pueblo, estaba el mismo cacique Canek con sus principales y gran gentío que habían salido á recibirlos. Seria como á las diez de la noche, pero habia muchos hachones de tea encendidos, con que todo estaba muy claro y patente. Salidos á tierra, los recibió el Canek con muestras de amor y voluntad, y hospedó á los religiosos en una casa que les tenia hecha aunque no muy grande, cercana adonde el residia, distante como veinte pasos y bastante para lo que entonces necesitaban, dos barbacoas á su usanza por camas, y por allí cerca aposentaron á los demas."

"En medio de uno de ellos habia un grande ídolo de figura de caballo, hecho de cal y canto. Estaba sentado en el suelo del templo sobre las ancas, encorvados los pies y levantado sobre las manos. Adorábanlo por dios de los truenos, llamándole Tzimin Chac, que quiere decir caballo del trueno ó rayo. La causa de tener este ídolo fue que como yá noté en el primer libro de estos escritos, cuando pasó D. Fernando Cortés por aquella tierra para el viaje de Honduras, les dejó un caballo que no pudo caminar adelante. Murióseles, y por temor de no poderle entregar vivo, si acaso volvia por allí y se le pedia, le hicieron aquella estatua, y comenzaron á tenerla con veneracion, para que por esto coligiese no haber sido culpables en la muerte del caballo. Como se le dejaron encomendado diciendo que volverian por él, entendiendo que era animal de razon, dábanle á comer gallinas y otras carnes: presentábanle ramilletes de flores como acostumbraban á las personas principales. Toda esta honra (que á su parecer le hacian) redundó en acarrearle la muerte al pobre caballo, que murió de hambre. Pusiéronle aquel nombre por haber visto que algunos de los españoles de aquel viaje disparaban sus arcabuces ó escopetas encima de los caballos cazando venados, y entendieron que estos animales eran causa del estruendo que hacian, que les pareció trueno, y la luz del fogon y humo de la pólvora, rayo. Con aquello tuvo motivo el demonio junto con la ceguedad de sus supersticiones, para que se fuese aumentando la veneracion de aquella estatua, y llegó á tanto que cuando allí estuvieron los religiosos era el principal ídolo que adoraban."

"Luego que el padre Fr. Juan de Orbita le vió, dice su compañero el padre Fuensalida, que parece que descendió el espíritu del Señor en él, y que revestido de un fervoroso celo de la honra de Dios, cogiendo una piedra en la mano, subió sobre la estatua del caballo, y le hizo pedazos, desparramándolos por aquel suelo. Los indios que iban en su compañía, y eran muchos, viendo quebrantar su ídolo tan estimado de ellos, levantaron gran grita y vocería, diciendo unos á otros: matadlos, que han muerto á nuestro Dios: mueran en recompensa de la injuria que le han hecho, y esto con tan gran alboroto, que se conoció obrar nuestro Señor en que no lo ejecutasen luego, aunque dichosos (dice) fuéramos en morir allí por su santo amor. No turbó aquel rumor á los religiosos, que con grande ánimo y fortaleza de espíritu, puesta toda su confianza en Dios, y levantando el santo Crucifijo que llevaban en las manos, dijo á los indios el padre comisario: Sabed vosotros (o itzaes) que este ídolo que aqui adorais por vuestro dios, no lo es, sino una figura de béstia irracional, como son los venados y otros animales que flechais para comer. (…)" 

La finalidad catequizadora y de sometimiento del viaje no se logró y los franciscanos fueron expulsados con violencia y con riesgo de su integridad física por los itzaes. Algunos miembros de la expedición, entre los cuales el maya Cristóbal Na, murieron como resultado del enfrentamiento. Orbita y Fuensalida debieron regresar con dificultad a su monasterio en Mérida, lo que lograron hacia noviembre de 1619.
Al poco tiempo del retorno de los dos religiosos, en diciembre de 1619, falleció el gobernador Briceño dejando inconcluso su periodo administrativo. En 1629 falleció Juan de Orbita y el año de 1641, bajo los auspicios del provincial franciscano Antonio Ramírez, Fuensalida volvió a intentar la pacificación pero en esta ocasión no tuvo siquiera la posibilidad de llegar a Tayasal ya que fue interceptado en su camino por un grupo de itzaes, en el poblado de Hubelná, donde había sido recibido por el cacique, y obligado a regresar amenazado de muerte de continuar su camino. Después de este intento no sería sino hasta finales del siglo XVII cuando Martín de Urzúa fue autorizado por la Corona de España a emprender la conquista militar de los enclaves mayas en el Petén, cosa que logró finalmente para el imperio el año de 1697.